# Хађени (Јаломица)
Хађени (рум. Hagieni) насеље је у Румунији у округу Јаломица у општини Михаил Когалничану. Oпштина се налази на надморској висини од 8 m.

## Становништво
Према подацима из 2002. године у насељу је живело 54 становника, од којих су сви румунске националности.